# Elza Monnerat
Elza de Lima Monnerat (Sapucaia, 13 de outubro de 1913 – Sapucaia, 11 de agosto de 2004) foi uma ativista comunista, dirigente do Partido Comunista do Brasil (PCdoB) e integrante da Guerrilha do Araguaia.

## Biografia
Descendente de imigrantes suíços, Elza nasceu e cresceu na região serrana do estado do Rio de Janeiro, mudando-se para Niterói em 1930 com a família. Formou-se e trabalhou como professora primária até entrar para o funcionalismo público em 1939. Filiada ao Partido Comunista do Brasil em 1945, trabalhando sempre nos bastidores, foi encarregada de ser a arrecadadora de finanças, tarefa inglória e sem reconhecimento público, longe da exposição popular conseguida pelos parlamentares do PCdoB mas fundamental para o Partido. Esportista, foi pioneira no alpinismo feminino e durante o governo de Getúlio Vargas escalou o morro Dois Irmãos, na zona sul do Rio, para pintar o nome de Josef Stalin em uma de suas encostas.
Em fevereiro de 1962, aos 49 anos, foi eleita para o Comitê Central junto com militantes como João Amazonas, Maurício Grabois e Pedro Pomar, sendo encarregada de revisar o jornal A Classe Operária, órgão oficial do PCdoB.
Em 1964, com a implantação da ditadura militar, o PCdoB foi obrigado a exercer suas atividades na mais rigorosa clandestinidade, com seus integrantes sendo caçados, presos, torturados e mortos. Elza, mais uma vez, foi encarregada de difíceis missões, como a de montar 'aparelhos' onde a direção do Partido pudesse se reunir em segurança e onde seus integrantes pudessem viver escondidos, cuidando também do deslocamento dos militantes entre estes endereços.

## Araguaia
No fim da década, ela foi designada para viajar ao sul do Pará para escolher a área onde o partido pudesse implantar a guerrilha rural destinada a combater militarmente o regime militar, em seu projeto de estabelecer um governo socialista no país. Estabelecida como pequena comerciante, junto com outros militantes, e conhecida do povo local pelo codinome de "Dona Maria", passou os anos seguintes transportando militantes do sul do país até a região escolhida, no local conhecido como Bico do Papagaio, ao longo do rio Araguaia, e fazendo a ligação entre os militantes da guerrilha com a direção central em São Paulo. No primeiro semestre de 1972, com a chegada do Exército ao local e o início da primeira ofensiva militar na área, Elza foi obrigada a retornar a São Paulo quando levava mais militantes à região já cercada pelos militares, permanecendo fora da área do conflito até o fim do combates que aniquilaram os guerrilheiros do PCdoB.

## Fim de vida
Presa em dezembro de 1976, em decorrência do episódio conhecido como Chacina da Lapa, cumpriu pena até 1979, participando até de greves de fome junto com outras prisioneiras do regime, já então com mais de 60 anos. Foi libertada em agosto de 1979, com a anistia do governo João Figueiredo.
Após a libertação, liderou e organizou a procura pelos corpos dos guerrilheiro abatidos e desaparecidos nos anos 70. Já no fim da vida, acusou Lúcia Regina Martins (Regina) de ter traído a guerrilha no Araguaia, ao contar aos militares sobre sua existência, permitindo que fosse descoberta. Morreu em agosto de 2004, aos 90 anos, depois de toda uma vida dedicada à causa socialista. Seu nome batiza uma rua em Guaratiba, zona oeste da cidade do Rio de Janeiro.